# Allozercon fecundissimus
Allozercon fecundissimus is een mijtensoort uit de familie van de Heterozerconidae. De wetenschappelijke naam van de soort werd voor het eerst geldig gepubliceerd in 1926 door Vitzthum.